# Eddy Bakker (1954)
Eddy Bakker (Amsterdam, 2 mei 1954) is een voormalig Nederlands voetballer. Hij was vleugelaanvaller van Go Ahead Eagles, FC Groningen en sc Heerenveen.
Op achttienjarige leeftijd kwam hij van VVA Amsterdam naar Deventer. Bakker debuteerde in het seizoen 1972-1973 in de eredivisie bij Go Ahead Eagles. De rechterspits bleef vier seizoenen actief aan de Vetkampstraat. In 1975 speelde hij in het Nederlands militair elftal dat tweede werd op de militaire wereldkampioenschappen. 
In 1976 maakte hij de overstap naar FC Groningen dat destijds uitkwam in de eerste divisie. In 1980 werd Bakker met de noorderlingen kampioen van de eerste divisie. Hij speelde daarna nog twee seizoenen op het hoogste niveau met de Groningers. 
In 1982 keerde Bakker weer terug naar de eerste divisie. Hij ging spelen voor SC Heerenveen, waar hij in 1984 zijn spelerscarrière beëindigde.